# ییندریخوف (ناحیه شومپرک)
ییندریخوف (به چکی: Jindřichov) یک منطقهٔ مسکونی در جمهوری چک است که در ناحیه شومپرک واقع شده‌است. ییندریخوف ۵۱٫۷ کیلومتر مربع مساحت و ۱٬۴۱۱ نفر جمعیت دارد و ۴۶۰ متر بالاتر از سطح دریا واقع شده‌است.